# Xiaowutai Shan
Xiaowutai Shan (kinesiska: 小五台山) är en bergskedja i Kina. Den ligger i provinsen Hebei, i den norra delen av landet, omkring 120 kilometer väster om huvudstaden Peking.
Genomsnittlig årsnederbörd är 656 millimeter. Den regnigaste månaden är juli, med i genomsnitt 183 mm nederbörd, och den torraste är januari, med 2 mm nederbörd.